# Agafa-ho com puguis 2 1/2
Agafa-ho com puguis 2 1/2 (títol original: The Naked Gun 2½: The Smell of Fear) és una pel·lícula estatunidenca còmica dirigida per David Zucker el 1991. Ha estat doblada al català.

## Argument
Tres anys després, separat de Jane, Frank Drebin continua la seva caça de malfactors i, pel seu full de servei, es rebut a la Casa Blanca en un sopar organitzat pel president en el curs del qual han de ser abordades qüestions energètiques. Troba Jane que s'ha convertit en ajudant del professor Meinheimer i s'ha casat amb Quentin Hapsburg. Aquest últim està enredat en fosques històries en les quals el professor Meinheimer està implicat malgrat ell.

## Repartiment
- Leslie Nielsen: el tinent Frank Drebin
- Priscilla Presley: Jane Spencer
- George Kennedy: Ed Hocken
- O. J. Simpson: Nordberg
- Robert Goulet: Quentin Hapsburg
- Richard Griffiths: el professor Meinheimer / Earl Hacker
- Anthony James: Hector Salvatge
- Jaqueline Brookes: el comissari Brumford
- Lloyd Bochner: Terence Baggett
- Tim O'Connor: Donald Fenswick
- John Roarke: George H. W. Bush
- Margery Ross: Barbara Bush
- Peter Van Norden: John Sununu
- Colleen Fitzpatrick: la cantant de blues
- William Woodson: el presentador de la publicitat Hexagon Oil
- Mel Tormé: ell mateix
- Zsa Zsa Gabor: ella mateixa
- Peter Mark Richman: Arthur Dunwell
- Vitamin C: la cantant de blues
- Gina Mastrogiacomo: la venedora del sex shop

## Al voltant de la pel·lícula
- Aquest film forma part de la sèrie de The Naked Gun:
- # Agafa-ho com puguis (The Naked Gun: From the Files of Police Squad!)
- # Agafa-ho com puguis 2 1/2 (The Naked Gun 2½: The Smell of Fear)
- # Naked Gun 33 1/3: The Final Insult
- Robert Goulet, que interpreta Quentin Hapsburg, ha actuat en un episodi de la sèrie Police Squad. Interpreta aquí un home que sedueix Priscilla Presley.
- La cantant Coleen Fitzpatrick, més coneguda amb el pseudònim de Vitamin C, apareix en el paper d'una cantant de bar per depressius, el Blue Note.
- "Continuació de la comèdia desprotegida de neurones. Falta la frescor de la primera part i es troba a faltar el lliurament dels *oscars de la següent"[3]
- Els crèdits del començament s'acaben amb Zsa Zsa Gabor que surt del seu cotxe i colpeja la llum giratòria. Es tracta d'una referència a la bufetada que va donar a un policia de Beverly Hills el 1989.
- La seqüència on Frank i Jane fan terrisseria és una parodia del film Ghost (dirigit per Jerry Zucker).
- Quan Jane demana al pianista del Blue Note tocar les seves cançons, a ella i a Frank, es tracta d'una picada d'ull a Casablanca. El pianista comença per cantar Ding Dong! The Witch Is Dead, una de les cançons del film El màgic d'Oz.